# 루키앙 아라우주 지 아우메이다
루키앙 아라우주 지 아우메이다(포르투갈어: Lukian Araújo de Almeida, 1991년 9월 21일 ~ )는 루키앙으로 불리는 브라질 출신의 축구 선수이다. 2015 시즌부터 2017 시즌까지 부천 FC 1995, 부산 아이파크, FC 안양에서 활약한 바 있으며, K리그 등록명은 루키안이었다.